# جاش هاپکینز
جاش هاپکینز (انگلیسی: Josh Hopkins؛ زادهٔ ۱۲ سپتامبر ۱۹۷۰) یک بازیگر سینما، و هنرپیشه اهل ایالات متحده آمریکا است. وی از سال ۱۹۹۶ میلادی تاکنون مشغول فعالیت بوده‌است.
از فیلم‌ها یا برنامه‌های تلویزیونی که وی در آن نقش داشته است می‌توان به غارتگران دره سیلیکون، جنس مخالف، مردم زیبا و زشت و کوانتیکو اشاره کرد.